# Antonowo (okręg uciański)
Antonowo (lit. Antanavas) – wieś na Litwie, w okręgu uciańskim, w rejonie ignalińskim, w gminie Dukszty.

## Historia
W czasach zaborów dobra w gminie Dukszty, w powiecie nowoaleksandrowskim, w guberni wileńskiej Imperium Rosyjskiego. W 1866 własność Nowohońskich, herbu Następ.
W dwudziestoleciu międzywojennym zaścianek leżał w Polsce, w województwie nowogródzkim (od 1926 w województwie wileńskim), w powiecie brasławskim (od 1926 w powiecie święciańskim), w gminie Dukszty.
Według Powszechnego Spisu Ludności z 1921 roku zamieszkiwały tu 14 osób, wszystkie były wyznania rzymskokatolickiego. Jednocześnie 13 mieszkańców zadeklarowało polską przynależność narodową, a 1 litewską. Były tu 2 budynki mieszkalne. W 1931 zamieszkiwały tu 42 osoby w 4 budynkach.
Miejscowość należała do parafii rzymskokatolickiej w Duksztach. Podlegała pod Sąd Grodzki w Święcianach i Okręgowy w Wilnie; właściwy urząd pocztowy mieścił się w m. Duksztach.